# Werner Weber (Radsportler, 1942)
Werner Weber (* 21. September 1942 in Schleitheim; † 12. Januar 2001 in Stein am Rhein) war ein Schweizer Radrennfahrer. 
1963 gewann Werner Weber die Stausee-Rundfahrt Klingnau. 1965 wurde er Schweizer Meister in der Einerverfolgung und siegte in der Vier-Kantone-Rundfahrt. Im selben Jahr belegte er bei der Schweizer Strassenmeisterschaft Rang zwei hinter Robert Hagmann.
Dreimal startete Weber bei der Tour de Suisse: 1963 wurde er Zwölfter der Gesamtwertung, 1964 Vierter der Gesamtwertung, nachdem er die vierte und die sechste Etappe gewonnen hatte, und 1966 gewann er die siebte Etappe.